# Harriet van Ettekoven
Harriet van Ettekoven (Zandvoort, 6 gennaio 1961) è un'ex canottiera olandese.

## Carriera
Ha partecipato ai Giochi olimpici di Los Angeles 1984 vincendo il bronzo con l'otto con e chiudendo al quarto posto nel due senza insieme a Lynda Cornet.
Successivamente ha gareggiato nel singolo a Seul 1988 e nel quattro di coppia a Barcellona 1992, classificandosi in entrambe le finali al quarto posto.

## Vita privata
É moglie di Nico Rienks.

## Palmarès
- Giochi olimpici

Los Angeles 1984: bronzo nell'otto con.
- Universiadi

Zagabria 1987: bronzo nel due senza.